# TA9
TA9 (Tomb of Amarna 9) è la sigla che identifica una delle Tombe dei nobili ubicate nell'area dell'antica Akhetaton, oggi nota come Amarna, capitale voluta e costruita dal faraone Amenhotep IV/Akhenaton della XVIII dinastia. La città venne abbandonata circa 30 anni dopo la sua fondazione; le tombe vennero abbandonate e in parte riutilizzate in epoca moderna come romitaggi di monaci copti. L'abbandono millenario e i danni causati dalla presenza umana hanno spesso reso irriconoscibili le strutture originarie e danneggiato pesantemente, quando non reso illeggibili, scene pittoriche e rilievi parietali.

## Titolare
TA9 era la tomba di:
| Titolare | Titolo                          | Necropoli | Dinastia/Periodo | Note             |
| -------- | ------------------------------- | --------- | ---------------- | ---------------- |
| Mahu     | Capo della polizia di Akhetaton | Amarna    | XVIII dinastia   | area meridionale |

## Biografia
Nessuna notizia biografica è ricavabile dalla tomba amarniana.

## La tomba
Una lunga scala conduce all'ingresso della TA9 che si presenta, planimetricamente, con un breve corridoio che, partendo dalla facciata esterna, immette in una sala trasversale da cui si accede ad una sala perpendicolare alla prima, non perfettamente in asse con l'ingresso, da cui, per il tramite di una scala, si accede a un appartamento sotterraneo costituito da una sala inferiore. A metà della scala predetta, questa si biforca consentendo l'accesso a un piano intermedio.
All'ingresso, al termine della scala esterna, sugli stipiti (nn. 1 e 2 in planimetria) testi di supplica; nel breve corridoio (3) il re Akhenaton, la regina Nefertiti e la principessa Merytaton offrono sacrifici all'altare di Aton, nella parte bassa il defunto inginocchiato che recita inni alla divinità; sulla parete opposta (4) il defunto e inni sacri. Sulle pareti della sala trasversale: (5) nella parte superiore (molto danneggiata), scena del defunto premiato dal re e abbozzo di disegno del re affacciato ad una balconata; sul lato corto a ovest (6) una stele in cui il re e la regina sono dinanzi ad un altare e il defunto è inginocchiato; poco oltre (7-8) parte inferiore (non ultimata) di scene con il defunto e militari dinanzi al tempio grande di Aton mentre un fanciullo applaude ai soldati. Nella parte alta della stessa parete (8) carri, ufficiali e il defunto che riceve uno stendardo dinanzi al Palazzo reale. Su altra parete (9-10) il re e la regina su un carro preceduti da un visir e da una scorta di polizia lasciano il tempio per ispezionare un fortilizio; nella parte inferiore delle pareti (9-10) il re, la regina e la principessa Merytaton su un carro passano in rassegna alcune sentinelle. Sul lato corto a est (11) un stele recante il re e la regina dinanzi a un altare con il defunto inginocchiato in basso; sulla stessa parete (parte alta di 11 e prosecuzione in 12 e 13) su due registri sovrapposti il defunto sovrintende l'approvvigionamento delle caserme; nella parte bassa (12-13) su due registri, il defunto accompagna alcuni prigionieri verso il visir. Sugli stipiti dell'accesso alla sala perpendicolare (14-15) il defunto su ciascun lato adora i cartigli di Aton e inni dedicati alla divinità.

### Annotazioni
1. ↑  La numerazione dei locali e delle pareti segue quella di Porter e Moss 1968, p. 220.
2. ↑  SI ritiene che tale visir sia identificabile in Nakhtpaaten, titolare della TA12.
3. ↑  Il nome di Aton, iscritto in due cartigli come quello dei re, si riscontra, nelle tombe amarniane, nella cosiddetta "prima forma didattica" usata dall'anno I all'anno IX: "Lunga vita a Ra-Horakhti che si rallegra nell'orizzonte, nel suo nome di Shu che è Aton", o nel cosiddetto "secondo nome didattico", in uso dall'anno IX: "Lunga vita a Ra sovrano dei Due Orizzonti che si rallegra nell'orizzonte, nel suo nome di Ra che è Aton" con l'eliminazione, perciò, di riferimenti ad altre divinità che non siano Ra, ovvero la manifestazione più pura del sole.

### Fonti
1. ↑  Porter e Moss 1968, Parte IV, p. 222.
2. ↑  Reeves 2001, p. 136.
3. ↑  Davies 1903, Parte IV, pp. 12-18, Tavv. da XIII a XXIX.
4. ↑  Porter e Moss 1968, Parte IV, pp. 222-223.
5. ↑  Porter e Moss 1968, Vol. IV, pp. 222-223.
6. ↑  Davies 1903, Parte IV, pp. 12-18.